# Mebritz
Mebritz ist ein Ortsteil von Dermbach im Wartburgkreis in Thüringen.

## Lage
Mebritz liegt etwa 2 Kilometer nordöstlich von Dermbach an der Kreisstraße 92 im Ackerbaugebiet der Feldaaue. In der Gemarkung befinden sich in der Flur Am Lindig, etwa 1 Kilometer südöstlich des Ortes, die Gebäude und das Hofgelände der Agrargenossenschaft Rhönland eG. Die geographische Höhe des Ortes beträgt 385 m ü. NN.

## Geschichte
Der Weiler Mebritz wurde erstmals 1145 urkundlich erwähnt.
Der Ort gehörte über Jahrhunderte zum Amt Fischberg, welches sich zeitweise im Besitz der Herren von Neidhartshausen, der Herren von Frankenstein, der Grafen von Henneberg-Schleusingen, des Klosters Fulda und verschiedener Ernestinischer Herzogtümer befand. Durch den „Fischberger Rezess“ von 1764 kam der Ort vom Bistum Fulda an Sachsen-Weimar-Eisenach (Amt Kaltennordheim). Nachdem durch den Wiener Kongress 1815 auch das restliche Amt Fischberg/Dermbach an Sachsen-Weimar-Eisenach gekommen war, wurde der Ort diesem wieder angegliedert.
Im Jahr 1955 lebten im Ort 48 Einwohner, heute (2012) sind es noch 25.